# Сира Елимийски
Сѝра (на старогръцки: Σίρρας) e горномакедонски владетел на Елимия през късния V и ранния IV век пр. Хр., или принц-регент, съцар на Линкестида от около 423 до 393 г. пр. Хр.
Произлиза вероятно от царската фамилия на Линкестида, страничен клон на Аргеадите. Баща му вероятно е владетелят Дерда I Елимийски. Жени се за Ира, дъщерята на цар Архабай I от Линкестида, чийто род Бакхиади произлиза от Коринт.
Сира е баща на Евридика, която през 390 г. пр. Хр. се омъжва за македонския цар Аминта III и става майка на царете Александър II|, Пердика III и Филип II.
Македонският цар Архелай започва война със Сира и с Арабай, царят на Линкестида. Накрая Архелай сключва мирен договор с Линкестида и Елимая и дава на Сира своята най-голяма дъщеря за жена.
Синът им Дерда II Елимийски го последва на трона.